# Myrmarachne macleayana
Myrmarachne macleayana är en spindelart som först beskrevs av Bradley 1876.  Myrmarachne macleayana ingår i släktet Myrmarachne och familjen hoppspindlar. Inga underarter finns listade i Catalogue of Life.